# Perry Rhodan
Perry Rhodan je západoněmecká/německá rodokapsová sci-fi.

## Videohry
Na motivy seriálu vznikla roku 1995 česká počítačová adventura Mise Quadam. V září 2008 vyšla německá videohra The Immortals of Terra: A Perry Rhodan Adventure (v britské verzi „Rhodan: Myth of the Illochim“).